# Куэнка, Уго
Уго Франсиско Куэнка Мартинес (исп. Hugo Francisco Cuenca Martínez; род. 8 января 2005, Коронель-Овьедо) — парагвайский футболист, полузащитник клуба «Милан», выступающий за его резервную команду «Милан Футуро».

## Карьера
Уго начинал карьеру в клубе «Депортиво Капиата». В 2022 году он вошёл в систему «Милана». Ради перехода в итальянский клуб он оформил испанское гражданство. Уго дебютировал во взрослом футболе в 2024 году в составе резервной команды «россонери» — «Милан Футуро».
В 2019 и 2020 годах Уго представлял свою страну на юношеском уровне, отыграв в общей сложности 9 матчей. Осенью 2024 года он впервые был вызван в взрослую сборную Парагвая. Его дебют в составе национальной команды состоялся 10 сентября в поединке со сборной Бразилии: полузащитник вышел на поле на 86-й минуте, заменив Мигеля Альмирона.